# 룰리냐
루이스 마르셀루 모라이스 함린 두스 헤이스(포르투갈어: Luiz Marcelo Morais Hamlyn dos Reis, 1990년 4월 10일 ~ )는 룰리냐로 불리는 브라질의 축구 선수로, 포지션은 공격형 미드필더이다. 브라질 U-17 축구 국가대표팀 출신이며, 현재 키프로스 1부 리그 파포스 FC 소속이다. 2016년부터 2017년까지 K리그 클래식 포항 스틸러스에서 활약한 바 있다.